# Uma Babá Gloriosa
Uma Babá Gloriosa é um futuro filme brasileiro de comédia dirigido por Juan Pablo Pires e estrelado por Cleo, Carol Castro e André Ramiro. O roteiro é assinado por Beatriz Rhaddour, Ana Eliza Guerreiro, André Araújo e Natália Maia. A produção é da Rubi Produtora em parceria com a Bronze Filmes e Bronze Entretenimento. 
A trama acompanha uma mulher da periferia que sonha em se tornar uma estilista de sucesso. Para se aproximar do mundo da moda e realizar seu sonho, ela aceita um emprego como babá dos filhos de uma influente empresária e ícone da indústria fashion. O elenco conta ainda com Viih Tube, Giovanna Chaves, Rafa Kalimann, Marcelo Serrado e Evelyn Castro em papéis coadjuvantes.

## Sinopse
Glória (Cleo), uma mulher moradora da periferia do Rio de Janeiro que busca se tornar uma estilista de sucesso. Para alcançar seu objetivo, ela consegue um emprego como babá dos filhos de Lethicia Leme (Carol Castro), um ícone da indústria da moda, e de seu marido, Victor Garcia (André Ramiro), um famoso escritor. As crianças vivem em pé de guerra, e Gloria acaba vivendo diversas aventuras ao lado dos filhos do casal.

## Elenco
- Cleo como Glória
- Carol Castro como Lethicia Leme
- André Ramiro como Victor Garcia
- Rafa Kalimann como Anna Paula
- Viih Tube como Rafaela Leme
- Giovanna Chaves como Julia Leme
- Gabriella Saraivah como Victoria Garcia
- Evelyn Castro como Baby
- Marcelo Serrado como Carlinhos
- Alexandra Richter como Clecy
- Neusa Borges como Madre Beatriz

## Produção
Sob a direção de Juan Pablo Pires (Reis), as gravações do filme finalizou no dia 25 de março de 2023, em Milão, na Itália.
O elenco foi confirmado pela Imagem Filmes.
Além de protagonizar o filme, Cleo Pires faz a coprodução junto com a renomada grife alemã Philipp Plein.